# Васильченко, Варфоломей Петрович
Варфоломей Петрович Васильченко (19 июня 1901, Новотроицкое, Ростовский округ, область Войска Донского, Российская империя — 2 августа 1978, Задонский, Ростовская область) — советский работник сельского хозяйства, комбайнёр, Герой Социалистического Труда (1951).

## Биография
Родился 19 июня 1901 года, в поселке Ново-Троицкий Ростовского округа Области войска Донского (сегодня — село Новотроицкое, Азовского района).

## Награды
- Указом Президиума Верховного Совета СССР от 14 июля 1951 года за достижения в 1950 году высоких показателей на уборке и обмолоте зерновых культур и семян трав комбайнеру Самарской МТС Самарского района Ростовской области Варфоломею Петровичу Васильченко было присвоено звание Героя Социалистического Труда с вручением ордена Ленина и золотой медали «Серп и молот»[1].
- Также награждён медалями.